# Aleksandr Smyšljaev
Aleksandr Aleksandrovič Smyšljaev (in russo Александр Александрович Смышляев?; Lys'va, 16 marzo 1987) è uno sciatore freestyle russo, specialista delle gobbe.

## Biografia
In Coppa del Mondo ha esordito il 18 febbraio 2005 a Sauze d'Oulx (33º), ha ottenuto il primo podio il 31 gennaio 2009 a Deer Valley (3º) e la prima vittoria il 15 marzo 2014 a Voss-Myrkdalen.
In carriera ha partecipato a tre edizioni dei Giochi olimpici invernali, Torino 2006 (13º nelle gobbe), Vancouver 2010 (10º nelle gobbe) e Soči 2014 (3º nelle gobbe); e a quattro dei Campionati mondiali, vincendo la medaglia di bronzo nelle gobbe a Kreischberg 2015.
Nel 2018 ha preso parte ai XXIII Giochi olimpici invernali a Pyeongchang venendo eliminato nel primo turno della finale e classificandosi quindicesimo nella gara di gobbe.

## Palmarès

### Olimpiadi
- 1 medaglia:
  - 1 bronzo (gobbe a Soči 2014)

### Mondiali
- 1 medaglia:
  - 1 bronzo (gobbe a Kreischberg 2015)

### Coppa del Mondo
- Miglior piazzamento in classifica generale: 7º nel 2015
- 11 podi:
  - 1 vittoria
  - 2 secondi posti
  - 8 terzi posti

#### Coppa del Mondo - vittorie
| Data          | Luogo          | Paese    | Disciplina |
| ------------- | -------------- | -------- | ---------- |
| 15 marzo 2014 | Voss-Myrkdalen | Norvegia | MO         |

Legenda:

MO = gobbe

### Campionati russi
- 11 medaglie[2]:
  - 8 ori (gobbe nel 2009; gobbe, gobbe in parallelo nel 2010; gobbe in parallelo nel 2011; gobbe, gobbe in parallelo nel 2014; gobbe, gobbe in parallelo nel 2015)
  - 2 argenti (gobbe nel 2005; gobbe in parallelo nel 2009)
  - 1 bronzo (gobbe nel 2011)